# 松竹梅 (お笑い)
松竹梅（しょうちくばい）はかつて存在したトリオコントのお笑いグループ。ホリプロに所属していた。「コント松竹梅」とも言う。
1985年トリオ結成。1992年解散。

## メンバー
松みのる（兵庫県出身、1953年1月14日 - ）
リーダー。本名・松下信幸。
Wヤング（平川・中田の初代コンビ）に師事。厳しい修業時代を過ごす。
「松みのる・杉ゆたか」のコンビで吉本興業より漫才師として1977年にデビュー。島田紳助・松本竜介と同時期に活躍したが、漫才ブームに乗り損ね、結局吉本と折り合いが悪くなりコンビを解散した。
2013年2月13日に生前葬を実施。
梅村達也（大阪府出身、1966年3月5日 - ）
本名・中村達也。師匠並びに芸名の名付け親は相棒の松みのる。
プロレスファンで、宮戸優光が設立した『U.W.F.スネークピットジャパン』の会員だった。また川田利明と親交があり、必殺技であるストレッチ・プラムを考案したのは梅村である。技の名前であるプラムは、梅村の梅である。
竹田倫克（大阪府出身、1962年5月14日 - ）
本名・信田倫克。師匠並びに芸名の名付け親は相棒の松みのる。

## 概要
吉本興業を辞めた松みのるが、たまたま知り合った中村達也、信田倫克の二人とトリオを1985年に結成。「これからのお笑いはルックスも良くなければならない」と再度吉本に売り込んだが、相手にされず東京に移駐。
『お笑いスター誕生!!』（日本テレビ）のオーディションに合格し、第5回オープントーナメントサバイバルシリーズで初登場。二回戦から行った女装コントが大受けし、そのまま決勝まで進出。第3位で敢闘賞を受賞し、その後決勝進出の常連となる。同時デビューだったウッチャンナンチャンとともに番組の人気者となった。その頃、サワズカムパニーに所属するも、マネージャーと喧嘩別れをしている。
『お笑いスター誕生!!』終了後の1989年にスカウトされ、ホリプロ第一号お笑いタレントとなる。またホリプロお笑い部門の立ち上げに尽力。
担当マネージャーとの関係が悪くなり、仕事を干されるようになった。松は3人で退社するつもりだったが、梅村と竹田がマネージャーに説得されてホリプロに残ることを決めたため、1992年にトリオを解散。松のみ退社した。
梅村と竹田は「ザ・ディスカス」を結成したが、1997年に解散。竹田はそのまま芸能界を引退。梅村もピン芸人として活動していたが、数年で芸能界を引退した。
松稔主催お笑いライブ出演：鳥居みゆき・神奈月・イジリー岡田・原口あきまさ・バカルディ（さまーず）・クリームシチュー・爆笑問題・テイク２ほか

## テレビ

### 松みのる・杉ゆたか時代
- 笑ってる場合ですよ（フジテレビ）
- お笑いネットワーク（読売テレビ）
- ナイトパンチ（関西テレビ）
- ノックは無用!（関西テレビ）
- やすきよの腕だめし運だめし（読売テレビ）
- 11PM（読売テレビ・日本テレビ制作）
- ABC漫才・落語新人コンクール（朝日放送）
- 元祖どっきりカメラ（日本テレビ）
- ワイドサタデー（朝日放送）
- 5時SATマガジン（中京テレビ）
- NHK上方漫才コンテスト（1980年、NHK総合）
- こんにちは2時（テレビ朝日）
- 24時間テレビ 「愛は地球を救う」（日本テレビ）

### コント松竹梅時代
- お笑いスター誕生!!（1985年5月11日 ‐ 1986年9月27日、日本テレビ）
- お笑いマンガ道場（中京テレビ）
- 花王名人劇場（関西テレビ）
- ザ・テレビ演芸（テレビ朝日）
- こだわりTV PRE★STAGE（テレビ朝日）
- SUPER WEEKEND LIVE 土曜深夜族（TBSテレビ）
- 演芸ひろば（1991年9月8日、NHK総合）
- 夕やけニャンニャン（フジテレビ）
- ききわけのない悪魔達（テレビ東京）
- お笑い夏の祭典（TBSテレビ）
- ロックは無用!（関西テレビ）
- 流行笑会（CBCテレビ）
- 爆笑エンターティナー全員集合（1986年、読売テレビ）
- '86ABC漫才・落語新人コンクール（1986年1月15日、朝日放送「ABCホリデーワイド」枠）
- EXテレビ（読売テレビ・日本テレビ制作）
- 平成あっぱれテレビ（日本テレビ）
- ゲーム・史上最大の作戦（TBSテレビ）
- 邦子のタッチミー（TBSテレビ）
- 肝試し･ドッキリTV（テレビ東京）
- おもしろ文珍CLUB（朝日放送）
- いきなり!クライマックス（1990年、TBSテレビ）
- 宇宙刑事シュワッチ（TBSテレビ「ドラマ22」枠）

### ザ・ディスカス時代
- GAHAHAキング 爆笑王決定戦（テレビ朝日、4週勝ち抜き）

## ラジオ
- ハイヤングKYOTO（KBS京都） ‐ 松みのる・杉ゆたか時代
- 吉田照美のやる気MANMAN!（文化放送） ‐ コント松竹梅時代

## テレビCM
- ミカロン（興和）[4]

## 受賞歴

### 松みのる・杉ゆたか時代
- 1980年：大阪若手漫才集団「笑の会」として文化庁芸術祭大衆芸能部門優秀賞受賞

### コント松竹梅時代
- 1985年：「お笑いスター誕生!!」敢闘賞・最優秀個人賞・団体戦優勝
- 1986年：「第7回ABC漫才・落語新人コンクール」新人賞（本選出場）
- 1986年：「お笑いスター誕生!!」ウッチャンナンチャンに負け惜しくも準優勝・団体戦優勝二連覇